# Arrelament notori
L'arrelament notori (del cast. notorio arraigo) és un estatus jurídic que qualsevol confessió religiosa que ho desitgi pot sol·licitar del govern espanyol. Certifica no només la presència a Espanya d'una confessió determinada o el seu arrelament, sinó que aquest resulta destacat.
La base jurídica del notori arrelament es troba en el que s'exposa en l'article 7 de la Llei Orgànica 7/1980, de 5 de juliol, de Llibertat Religiosa (LOLR):
| « | L'Estat, tenint en compte les creences religioses existents en la societat espanyola, ha d'establir, si s'escau, acords o convenis de cooperació amb les esglésies, confessions i comunitats religioses inscrites en el Registre que per la seva àmbit i nombre de creients hagin assolit notori arrelament a Espanya. En tot cas, aquests acords s'aprovaran per llei de les Corts Generals. | » |

Els requisits i el procediment per a l'obtenció del notori arrelament s'han detallat en el Reial Decret 593/2015, de 3 de juliol, pel qual es regula la declaració de notori arrelament de les confessions religioses a Espanya.
Es tractaria d'un pas previ a la negociació d'acords de cooperació. Ho reconeix la Comissió Assessora de Llibertat Religiosa (CALR) del Ministeri de Justícia espanyol. Els criteris a estudiar per la seva admissió segons la pràctica habitual del CALR són el nombre de fidels, el temps de presència a Espanya, el grau i homogeneïtat en la implantació i difusió, la història i la representació social. L'evident notori arrelament del catolicisme a Espanya es pressuposa en l'article 16.3 de la Constitució Espanyola:
| « | Els poders públics tindran en compte les creences religioses de la societat espanyola i mantindran les consegüents relacions de cooperació amb l'Església Catòlica i les altres confessions. | » |

Actualment se li ha reconegut el notori arrelament a set confessions. Durant els governs de Felipe González es va reconèixer, el 14 de desembre de 1984 als jueus i els evangèlics i el 14 de juliol de 1989 als musulmans. El 23 d'abril de 2003, amb el govern de José María Aznar se li va reconèixer als mormons o L'Església de Jesucrist dels Sants dels Darrers Dies. Amb el primer govern de José Luis Rodríguez Zapatero, se li va reconèixer als Testimonis de Jehovà el 29 de juny de 2006 i al budisme el 18 d'octubre de 2007, a petició de la Federació de Comunitats Budistes d'Espanya. En el segon govern de José Luis Rodríguez Zapatero, el 15 d'abril de 2010, li va ser reconegut a l'església ortodoxa.
Si bé l'obtenció del reconeixement del notori arrelament és un requisit necessari per a l'establiment d'acords de cooperació, només han arribat a aquests acords de cooperació, signats el 1992, jueus, evangèlics i musulmans. La resta de les confessions, encara que exposen la seva voluntat d'arribar a acords, no els han pogut negociar ja que la política dels governs de José Luis Rodríguez Zapatero va ser la de primar la proposta d'una nova llei de llibertat religiosa que equiparés notori arrelament a acords de cooperació que no va arribar a concretar-se.
La definició dels requisits i el procediment per a l'obtenció del notori arrelament s'han redefinit en el Reial Decret 593/2015, de 3 de juliol, pel qual es regula la declaració de notori arrelament de les confessions religioses a Espanya. Els requisits que la confessió que ho desitgi sol·licitar ha de reunir són els següents:
- Portar inscrita en el Registre d'Entitats Religioses trenta anys, llevat que l'entitat acrediti un reconeixement a l'estranger de, com a mínim, seixanta anys d'antiguitat i porti inscrita en l'esmentat Registre durant un període de quinze anys.

- Tenir una presència a, com a mínim, deu comunitats autònomes i/o ciutats autònomes de Ceuta i Melilla.

- Comptar amb cent inscripcions o anotacions en el Registre d'Entitats Religioses, entre ens inscriptibles i llocs de culte, o un nombre inferior quan es tracti d'entitats o llocs de culte d'especial rellevància per la seva activitat i nombre de membres.

- Presentar una estructura i representació adequada i suficient per a la seva organització als efectes de la declaració de notori arrelament.

- Tenir una presència i participació activa en la societat espanyola.

Hi ha alguns grups religiosos que han mostrat el seu interès per sol·licitar el notori arrelament en els últims temps, destacant especialment els hinduistes. Els requisits que planteja el nou marc legal evidencien que s'ha endurit el procediment per a les més de 20.000 confessions religioses que es calcula que hi ha a Espanya, de fet en l'actualitat el judaisme espanyol, a qui es va reconèixer el notori arrelament el 1984, no compliria amb els requisits que s'exigeixen des de 2015.
Més enllà del reconeixement d'aquest estatus legal, només les confessions catòlica, jueva, evangèlica i musulmana tenen signats acords de cooperació amb el govern espanyol, mentre que la resta no ho han aconseguit encara, malgrat la voluntat de totes les parts.